# Novodinia pacifica
Novodinia pacifica is een zeventienarmige zeester uit de familie Brisingidae.
De wetenschappelijke naam van de soort werd, als Odinia pacifica, in 1906 gepubliceerd door Walter Kenrick Fisher. De beschrijving was gebaseerd op twee exemplaren. Het holotype (USNM 21190) kwam van een diepte tussen 281 en 319 vadem (514 - 583 meter) voor de zuidkust van Molokai (Hawaï); het andere exemplaar kwam van ongeveer 528 vadem (966 meter) bij Kauai. De kleur van het levende dier was geelachtig roze.